# Sami Mustonen
Sami Jouni Kristian Mustonen (Kemijärvi, 6 de abril de 1977) es un deportista finlandés que compitió en esquí acrobático, especialista en las pruebas de baches. Es primo del esquiador acrobático Janne Lahtela.
Participó en tres Juegos Olímpicos de Invierno, entre los años 1998 y 2006, obteniendo una medalla de bronce en Nagano 1998, en la prueba de baches.
Ganó dos medallas en el Campeonato Mundial de Esquí Acrobático, plata en 2005 y bronce en 1999.

## Medallero internacional
| Juegos Olímpicos   | Juegos Olímpicos  | Juegos Olímpicos  | Juegos Olímpicos   |
| Año                | Lugar             | Medalla           | Competición        |
| ------------------ | ----------------- | ----------------- | ------------------ |
| 1998               | Nagano (Japón)    | Medalla de bronce | Baches             |
| Campeonato Mundial |                   |                   |                    |
| Año                | Lugar             | Medalla           | Competición        |
| 1999               | Meiringen (Suiza) | Medalla de bronce | Baches             |
| 2005               | Ruka (Finlandia)  | Medalla de plata  | Baches en paralelo |